# Sistema horário de 12 horas
| 24 horas           | 12 horas            |
| ------------------ | ------------------- |
| 00:00 24:00 (raro) | 12:00 AM meia-noite |
| 01:00              | 1:00 AM             |
| 02:00              | 2:00 AM             |
| 03:00              | 3:00 AM             |
| 04:00              | 4:00 AM             |
| 05:00              | 5:00 AM             |
| 06:00              | 6:00 AM             |
| 07:00              | 7:00 AM             |
| 08:00              | 8:00 AM             |
| 09:00              | 9:00 AM             |
| 10:00              | 10:00 AM            |
| 11:00              | 11:00 AM            |
| 12:00              | 12:00 PM meio-dia   |
| 13:00              | 1:00 PM             |
| 14:00              | 2:00 PM             |
| 15:00              | 3:00 PM             |
| 16:00              | 4:00 PM             |
| 17:00              | 5:00 PM             |
| 18:00              | 6:00 PM             |
| 19:00              | 7:00 PM             |
| 20:00              | 8:00 PM             |
| 21:00              | 9:00 PM             |
| 22:00              | 10:00 PM            |
| 23:00              | 11:00 PM            |

O sistema horário de 12 horas é uma convenção de medição de tempo em que o dia se divide em dois períodos: ante meridiem (a.m.), antes do meio-dia, e post meridiem (p. m.), depois do meio-dia. Cada período é constituído por doze horas e a numeração começa no número 12 (utilizado tanto para representar a meia-noite como o meio-dia) e vai até ao 11.
O sistema associa a ideia de primeira metade, início de um dia e segunda metade, final de um dia.

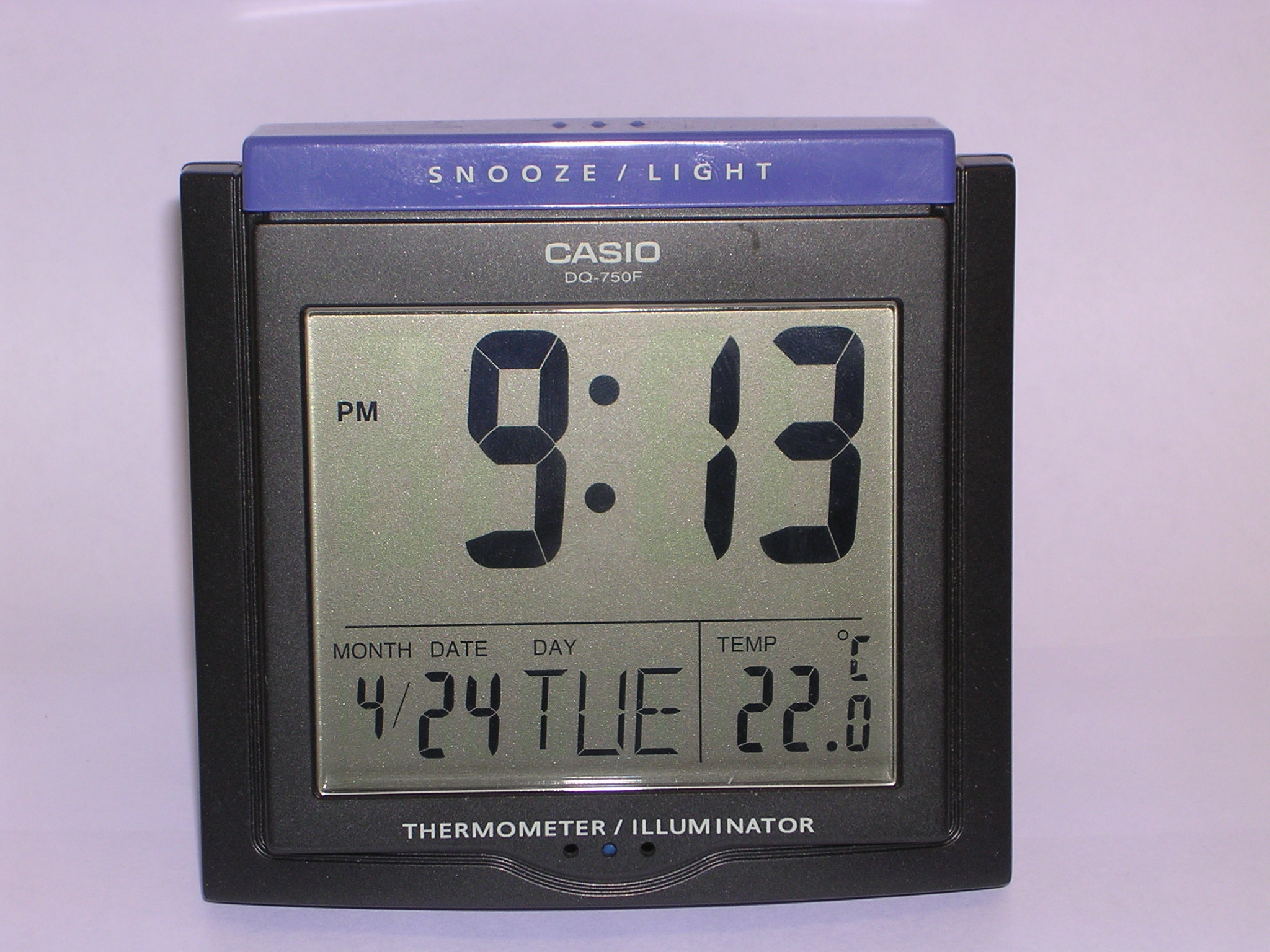
Relógio digital de 12 horas a indicar que passaram 21 horas e 13 minutos desde a meia-noite.